# Золотая малина (премия, 2011)
26 февраля 2011 года в Голливуде состоялась 31-я церемония вручения наград премии «Золотая малина» за сомнительные заслуги в области кинематографа за 2010 год. «Золотая малина» традиционно вручается за день до оглашения лауреатов на премию «Оскар». Была введена новая номинация — «Худший фильм в 3D».
- Абсолютными рекордсменами по номинациям были фильмы «Повелитель стихий» и «Сумерки. Сага. Затмение». Примечательно, что все три главных героя фильма «Сумерки. Сага. Затмение» были номинированы на соискание премии.

## Лауреаты и номинанты за 2010 год
Число наград / общие число номинаций
- 5/9: «Повелитель стихий»
- 2/7: «Секс в большом городе 2»
- 2/3: «День святого Валентина»
- 1/9: «Сумерки. Сага. Затмение»
- 1/3: «Знакомство с Факерами 2»
- 1/1: «Киллеры», «Мачете» и «Убийца внутри меня»

| Лауреаты выделены отдельным цветом. |

| Категории                                    | Фотографии лауреатов                                                        | лауреаты и номинанты                                                                                   |
| -------------------------------------------- | --------------------------------------------------------------------------- | --- |
| Худший фильм                                 |                                                                             | • «Повелитель стихий»                                                                                  |
| Худший фильм                                 | • «Охотник за головами»                                                     | |
| Худший фильм                                 | • «Секс в большом городе 2»                                                 | |
| Худший фильм                                 | • «Сумерки. Сага. Затмение»                                                 | |
| Худший фильм                                 | • «Вампирский засос»                                                        | |
| Худшая мужская роль                          |                                                                             | • Эштон Кутчер — «Киллеры», «День святого Валентина»                                                   |
| Худшая мужская роль                          | • Джек Блэк — «Путешествия Гулливера»                                       | |
| Худшая мужская роль                          | • Джерард Батлер — «Охотник за головами»                                    | |
| Худшая мужская роль                          | • Тейлор Лотнер — «Сумерки. Сага. Затмение», «День святого Валентина»       | |
| Худшая мужская роль                          | • Роберт Паттинсон — «Сумерки. Сага. Затмение», «Помни меня»                | |
| Худшая женская роль                          |                                                                             | • Сара Джессика Паркер, Кристин Дэвис, Синтия Никсон, Ким Кэттролл — «Секс в большом городе 2»         |
| Худшая женская роль                          | • Дженнифер Энистон — «Охотник за головами»                                 | |
| Худшая женская роль                          | • Майли Сайрус — «Последняя песня»                                          | |
| Худшая женская роль                          | • Меган Фокс — «Джона Хекс»                                                 | |
| Худшая женская роль                          | • Кристен Стюарт — «Сумерки. Сага. Затмение»                                | |
| Худшая мужская роль второго плана            |                                                                             | • Джексон Рэтбоун — «Сумерки. Сага. Затмение», «Повелитель стихий»                                     |
| Худшая мужская роль второго плана            | • Джордж Лопес — «День святого Валентина», «Мармадюк», «Шпион по соседству» | |
| Худшая мужская роль второго плана            | • Билли Рэй Сайрус — «Шпион по соседству»                                   | |
| Худшая мужская роль второго плана            | • Дев Патель — «Повелитель стихий»                                          | |
| Худшая мужская роль второго плана            | • Роб Шнайдер — «Одноклассники»                                             | |
| Худшая женская роль второго плана            |                                                                             | • Джессика Альба — «Мачете», «День святого Валентина», «Знакомство с Факерами 2», «Убийца внутри меня» |
| Худшая женская роль второго плана            | • Шер — «Бурлеск»                                                           | |
| Худшая женская роль второго плана            | • Лайза Миннелли — «Секс в большом городе 2»                                | |
| Худшая женская роль второго плана            | • Никола Пельтц — «Повелитель стихий»                                       | |
| Худшая женская роль второго плана            | • Барбра Стрейзанд — «Знакомство с Факерами 2»                              | |
| Худший 3D-фильм                              |                                                                             | • «Повелитель стихий»                                                                                  |
| Худший 3D-фильм                              | • «Кошки против собак: Месть Китти Галор»                                   | |
| Худший 3D-фильм                              | • «Битва Титанов»                                                           | |
| Худший 3D-фильм                              | • «Щелкунчик и Крысиный Король»                                             | |
| Худший 3D-фильм                              | • «Пила 3D»                                                                 | |
| Худший актёрский дуэт или актерский ансамбль |                                                                             | • Актёрский ансамбль — «Секс в большом городе 2»                                                       |
| Худший актёрский дуэт или актерский ансамбль | • Дженнифер Энистон и Джерард Батлер — «Охотник за головами»                | |
| Худший актёрский дуэт или актерский ансамбль | • Лицо Джоша Бролина и акцент Меган Фокс — «Джона Хекс»                     | |
| Худший актёрский дуэт или актерский ансамбль | • Актёрский ансамбль — «Повелитель стихий»                                  | |
| Худший актёрский дуэт или актерский ансамбль | • Актёрский ансамбль — «Сумерки. Сага. Затмение»                            | |
| Худший приквел, сиквел, ремейк или плагиат   |                                                                             | • «Секс в большом городе 2»                                                                            |
| Худший приквел, сиквел, ремейк или плагиат   | • «Битва Титанов»                                                           | |
| Худший приквел, сиквел, ремейк или плагиат   | • «Повелитель стихий»                                                       | |
| Худший приквел, сиквел, ремейк или плагиат   | • «Сумерки. Сага. Затмение»                                                 | |
| Худший приквел, сиквел, ремейк или плагиат   | • «Вампирский засос»                                                        | |
| Худший режиссёр                              |                                                                             | • М. Найт Шьямалан — «Повелитель стихий»                                                               |
| Худший режиссёр                              | • Аарон Зельцер и Джейсон Фридберг — «Вампирский засос»                     | |
| Худший режиссёр                              | • Майкл Патрик Кинг — «Секс в большом городе 2»                             | |
| Худший режиссёр                              | • Дэвид Слэйд — «Сумерки. Сага. Затмение»                                   | |
| Худший режиссёр                              | • Сильвестр Сталлоне — «Неудержимые»                                        | |
| Худший сценарий                              |                                                                             | • М. Найт Шьямалан — «Повелитель стихий»                                                               |
| Худший сценарий                              | • Джон Хамбург и Ларри Стаки — «Знакомство с Факерами 2»                    | |
| Худший сценарий                              | • Майкл Патрик Кинг — «Секс в большом городе 2»                             | |
| Худший сценарий                              | • Мелисса Розенберг — «Сумерки. Сага. Затмение»                             | |
| Худший сценарий                              | • Аарон Зельцер и Джейсон Фридберг — «Вампирский засос»                     | |